# Hyde (novela)
Hyde es una novela de horror juvenil escrita por el autor español David Lozano publicada el 2 de abril de 2014 por la editorial Alfaguara. Este libro de Thriller juvenil estuvo basado en el libro de Diez negritos de la escritora británica Agatha Christie, y sus similitudes son bastante notables, 10 personas en una mansión que empiezan a aparecer muertas y no se conoce la identidad del asesino.
El nombre de Hyde viene de la novela El extraño caso del doctor Jekyll y el señor Hyde del autor autor británico Robert Louis Stevenson.

## Trama
Un grupo de ocho estudiantes de Bachillerato: Hugo, Esther, Jacobo, Diana, Álvaro, Cristian, Andrea y Héctor tienen en común la falta de interés por la lectura y son seleccionados para un experimento escolar llamado Hyde, a cargo del Profesor Vidal. El experimento consiste en alejarse de la civilización, en una mansión, durante siete días sin ningún tipo de conexión exterior sometiéndose a una fuerte terapia subliminal para fomentar el interés por la lectura a través de una dosis diaria de vídeos, imágenes, música… con contenido subliminal aparentemente inofensivo que terminan descubriendo que verdaderamente fomenta e incita la violencia entre los compañeros del experimento, que empiezan a aparecer asesinados sin conocer el autor del crimen, hecho que provoca la desconfianza y diferentes acusaciones entre los estudiantes. 
Finalmente, se descubre lo que verdaderamente tienen en común todos los estudiantes, que no es la falta de interés por la lectura sino el acoso al hermano de Diana, de una manera u otra todos aquellos estudiantes lo acosaron, y terminó suicidándose. Diana planea todo el experimento para llevar a cabo su venganza, y terminar con la vida de todos sus compañeros dejando que los efectos de la terapia hagan mella en sus comportamientos y empiecen a tener brotes de agresividad.

## Personajes
- Hugo, es un jugador de fútbol es el atlético del grupo.
- Esther, vive obsesionada con su aspecto físico.
- Jacobo, es el repetidor de curso con fama de romper corazones.
- Diana es la chica hostil, algo antipática y arrogante.
- Álvaro, chico antisocial, adicto a los videojuegos violentos.
- Cristian el chico que del grupo que solo tiene cabeza para las chicas.
- Andrea, siempre distraída y en inmersa en su mundo.
- Héctor, chico tímido que siempre permanecía callado para pasar desapercibido.
- Profesor Vidal, profesor que está a cargo de los estudiantes durante el experimento.
- Dario Querol, públicista que aparece muerto, semanas antes del comienzo del experimento.
- Esteban Lázaro, Detective encargado de la muerte del públicista Dario Querol.
- Millan, Inspector y compañero de Lázaro.